# Montgomery County (New York)
Montgomery County ist ein County im Bundesstaat New York der Vereinigten Staaten. Bei der Volkszählung im Jahr 2020 hatte Montgomery County 49.532 Einwohner und eine Bevölkerungsdichte von 47,3 Einwohnern pro Quadratkilometer. Der Verwaltungssitz (County Seat) ist Fonda.

## Geographie
Montgomery County liegt zentral in der Landfläche zwischen dem Champlainsee und den Großen Seen und umfasst im Wesentlichen einen Abschnitt des Tales des von West nach Ost fließenden Mohawk Rivers, der zugleich der größte Wasserlauf der Gegend ist. Das Land ist hügelig ausgeprägt, aber ohne bemerkenswerte Erhöhungen. Das County hat eine Fläche von 1.062,8 Quadratkilometern, wovon 18,9 Quadratkilometer Wasserfläche sind.

### Umliegende Gebiete
| Herkimer County | Fulton County    | Saratoga County    |
| Herkimer County |                  | Schenectady County |
| Otsego County   | Schoharie County | Schenectady County |

## Geschichte
Vor der Ankunft der ersten europäischen Siedler war das Gebiet des heutigen Montgomery Countys Teil des Gebietes der Mohawks; es reichte bis ans nördliche Flussufer des Mohawk Rivers. Den von Süden den Hudson River erforschenden Holländern standen die Mohawks zunächst freundlich gegenüber, weil ab 1609 der französische Forscher Samuel Champlain an der Nordgrenze des Stammesgebietes, das etwa bis auf die halbe Höhe des Westufers des Champlainsees reichte, sich mit den dortigen Irokesen verbündet hatte und Forts entlang der Nord- und Ostgrenze des Stammesgebietes der Mohawks errichtete, um französischen Siedlern Sicherheit gegen indianische Überfälle zu bieten. Missionierungen, die ab 1642/43 durch einen französischen Jesuiten bei den Mohawks stattfanden, sowie die Ablösung der holländischen Kolonisten durch die Engländer weichten diese Koalition aber deutlich auf. Bis zum 10. Oktober 1678 waren insgesamt zehn Jesuiten im Gebiet tätig und versuchten, die Mohawks auch politisch an die Franzosen zu binden. Dabei waren sie zum Teil erfolgreich: 1671 siedelte eine große Gruppe von Indianern aus dem damaligen Dorf Caughnawaga im Tal des Mohawk-River in die Gegend von Montreal um. Ihre dortige Siedlung gibt es als Kahnawake noch heute. 1683 wurde das Gebiet des heutigen Montgomery County als Teil des damaligen Albany County unter die Verwaltung der englischen Krone gestellt.
Das Vordringen der europäischen Kolonisten und die fortschreitende Verdrängung der ansässigen Bevölkerung, die zum großen Teil auch mit militärischen Mitteln durchgesetzt wurde, führte zu kriegerischen Reaktionen der Mohawks und der anderen Stämme der Five Nations. So kam es im Winter 1692/93 zu einem Vorstoß der Mohawk in das inzwischen von mehreren Ansiedlungen von Kolonisten besiedelte Mohawk-Tal. Dabei wurden, dem Flussverlauf bis zur Mündung folgend, von West nach Ost praktisch alle Einzelhöfe und Dörfer sowie zwei der drei bestehenden Militärforts zerstört, viele Siedler getötet und etwa 300 Gefangene nach Kanada verschleppt.

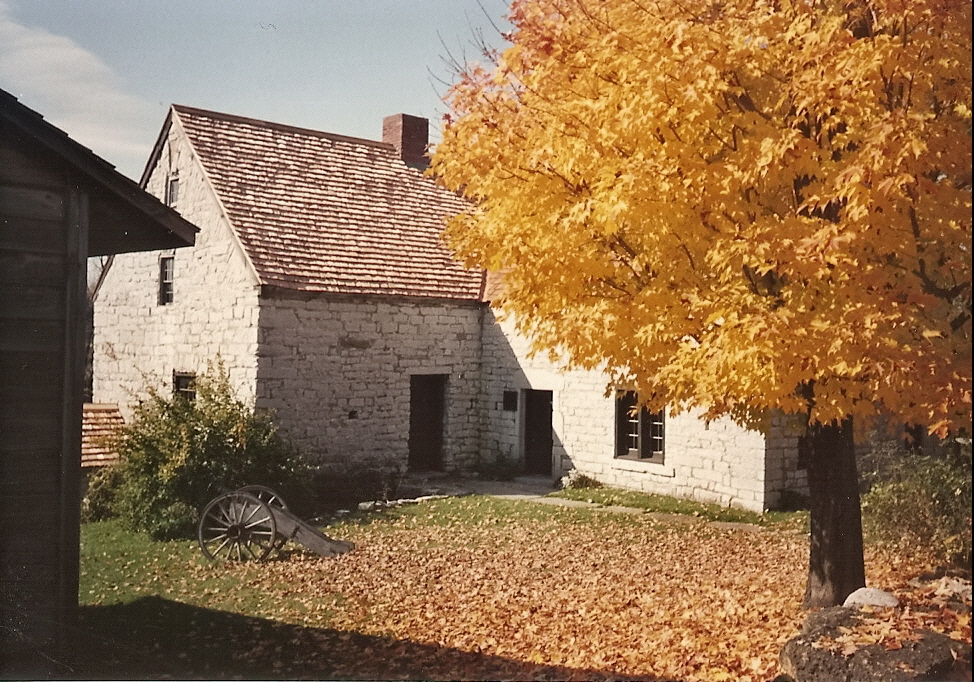
Fort Klock (1991)

Die Militärposten wurden daraufhin verstärkt, die Besiedlung des Landstrichs verlangsamte sich für einige Zeit, ging aber weiter. Ab 1703 kam es zu großen Landverkäufen des Gouverneurs von New York an Siedler und Erschließungsgesellschaften; 1711 wurde Fort Hunter, ein stark befestigter Militärstützpunkt an der Mündung des Schoharie Creek, eingerichtet. Zwischen 1730 und 1740 erfolgten die wichtigsten Landverkäufe im Areal; bis 1762 waren die Verkäufe im Wesentlichen abgeschlossen.
Am 12. März 1772 erfolgte die Abtrennung des Gebietes von Albany County unter dem Namen Tryon County (nach William Tryon, dem Kolonialgouverneur). Zu diesem Zeitpunkt umfasste die Fläche noch eine Vielzahl weiterer heutiger Countys, die in den Folgejahren als verwaltungstechnisch eigenständige Countys abgetrennt wurden, wenn die Bevölkerungszahlen der entsprechenden Gebiete es sinnvoll erscheinen ließen. Vorläufig waren aber die Kolonisten weiterhin den Überfällen der einheimischen Mohawks ausgesetzt, so dass die Zahl der Kolonisten nur langsam anstieg.
Während des Unabhängigkeitskrieges (1775 bis 1783) wurde die Gegend zum Aufmarschgebiet von britischen und amerikanischen Truppen; im Spätsommer 1777 zog eine große Zahl von britischen Soldaten und verbündeten Indianern auf dem Weg nach Albany, wo die Hauptstreitkräfte der Briten standen, durch das Mohawk-Tal. Ein Angriff des amerikanischen Generals Nicholas Herkimer auf diese durchziehenden Truppen führte zu einer empfindlichen Niederlage der Amerikaner; die Briten wurden aber im Herbst des Jahres in der Schlacht von Saratoga geschlagen.
Im Sommer 1778 kam es zu Verhandlungen zwischen Vertretern der Five Nations, die mit den Briten verbündet waren, und General Schuyler, General LaFayette und Col. Dummer; den Friedensverhandlungen blieb aber der nachhaltige Erfolg versagt. Im Winter 1778/79 kam es erneut zu Überfällen der Stämme im westlichen Mohawk-Tal. Sie wurden durch militärische Schläge der amerikanischen Truppen beantwortet. Die Kämpfe zwischen Indianern und Briten auf der einen Seite und den Amerikanern auf der anderen Seite endeten erst im Sommer 1781 mit einem militärischen Sieg der Amerikaner, nachdem fast jede Siedlung im Tal überfallen und meist zerstört worden war und nahezu jede Siedlerfamilie Verluste zu beklagen hatte.
Am 2. April 1784 erfolgte die Umbenennung des Countys in Montgomery County (nach Richard Montgomery, einem General des Unabhängigkeitskrieges und Mitglied des Kontinentalkongresses).
Nach dem Ende der militärischen Auseinandersetzung und der damit verbundenen Befriedung des Gebietes stiegen die Bevölkerungszahlen besonders entlang des Mohawk-River und des Hudson-River. 1789 kam es deswegen zur Ausgliederung von Ontario County, 1791 von Herkimer, Otsego und Toga County und 1816 von Hamilton County. Montgomery County verlor durch diese Ausgliederungen den größten Teil seiner Fläche und blieb lediglich als stark besiedelter Randstreifen des Mohawk River erhalten. Der Fluss bildete nicht nur einen Einfallsweg für Siedler, die in die Ebene zwischen dem Hudson River und den großen Seen nach Westen drängten, sondern auch einen Vertriebsweg für Waren zu den großen Häfen an der Ostküste, besonders nach New York. So entstand an den Ufern des Mohawk-River eine Vielzahl von Industrien, die ab 1819 durch die in mehreren Schritten bis 1825 erfolgende Eröffnung des Eriekanals durch die Erschließung eines Zuganges zu den Häfen der Großen Seen im Osten noch erweitert wurden. Ab 1829 wurde diese Entwicklung durch die Eröffnung diverser Bahnlinien, die später zur New York Central & Hudson River Railroad zusammengeschlossen wurden, befördert. Die Hauptstrecke verlief im Bereich des Countys parallel zum Mohawk-River; in Fulton wurde eine Stichstrecke nach Norden eingerichtet, die die Zentren Gloversville und Johnstown ebenfalls anschloss.
Aufgrund der weiter stark ansteigenden Bevölkerungszahlen wurde eine weitere Ausgliederung geplant, die im Jahr 1836 die Verlagerung des bisherigen County Seats von Johnstown nach Fonda notwendig machte, weil der alte Countysitz im neu zu bildenden County lag. Dieser Schritt rief, genau wie die 1838 erfolgte Abtrennung von Fulton County, einigen Unmut hervor, der aber übergangen wurde.
Ab dem 10. Juli 1851 entfiel die Pflicht, für die auf Eisenbahnen entlang des Eriekanals transportierten Waren Kanalbenutzungsgebühren zu zahlen. Das verbilligte den Transport und führte zu einem weiteren Industrialisierung im Gebiet, allerdings auch zur Abwanderung von Bewohnern, insbesondere in die Zentren New York City und Buffalo am Ontariosee, die ebenfalls von dieser Verbilligung des Transports profitierten.
Im amerikanischen Bürgerkrieg zwischen 1861 und 1864 wurde Fonda zum zentralen Truppenstandort für Regimenter aus mehreren umliegenden Countys. Kämpfe fanden auf dem Gebiet des Countys aber nicht statt.
Um 1870, nach Ende des Bürgerkrieges, verlagerten sich die Industriezentren an den besser schiffbaren Hudson River im Osten; auch aus dem enger werdenden Stadtgebiet New York Citys verlagerte Industriegebiete siedelten sich eher dort als am Mohawk River an. Wichtige Industrien des Countys der Steinabbau (Gneis) für Bauzwecke in Amsterdam und Florida; ansonsten dominierte die Milchwirtschaft (1865 existierten alleine 9 Käse-Fabriken im County) und die Futtermais-Produktion zur Versorgung der Rinder.
Die Bevölkerungsstruktur des Countys änderte sich in der Folge. Im benachbarten Schenectady County siedelte sich ein wichtiges Werk und die Hauptverwaltung des neuen Konzern General Electric an; Zulieferindustrie, Land- und Milchwirtschaft, aber auch reine Stellung von Wohngebieten dominierten nun die Gegend. Erst mit dem Wegzug der Hauptverwaltung des Konzerns sanken auch die Bevölkerungszahlen. Da aber das Werk erhalten blieb, gab es keinen Einbruch der wirtschaftlichen Struktur: Zulieferbetriebe jeder Größenordnung dominieren auch heute noch das County.

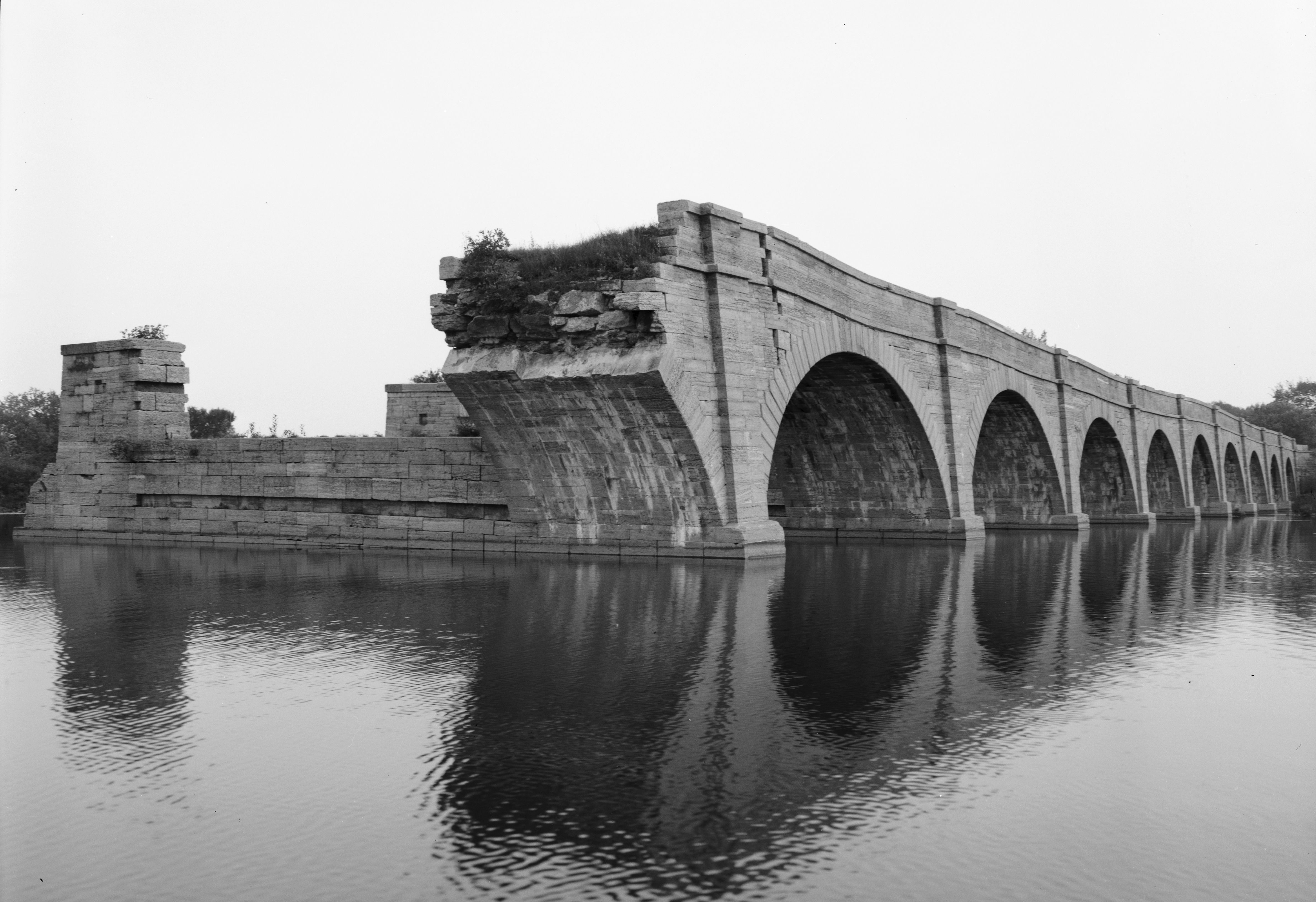
Schoharie Crossing State Historic Site am Eriekanal

Drei Orte haben den Status einer National Historic Landmark, der Erie Canal, das Fort Johnson und das Fort Klock. 58 Bauwerke und Stätten des Countys sind insgesamt im National Register of Historic Places eingetragen (Stand 19. Februar 2018).

### Einwohnerentwicklung
| Jahr      | 1700   | 1710   | 1720   | 1730   | 1740   | 1750   | 1760   | 1770   | 1780   | 1790   |
| --------- | ------ | ------ | ------ | ------ | ------ | ------ | ------ | ------ | ------ | ------ |
| Einwohner |        |        |        |        |        |        |        |        |        | 28.848 |
| Jahr      | 1800   | 1810   | 1820   | 1830   | 1840   | 1850   | 1860   | 1870   | 1880   | 1890   |
| Einwohner | 22.051 | 41.214 | 37.569 | 43.715 | 35.818 | 31.992 | 30.866 | 34.457 | 38.315 | 45.699 |
| Jahr      | 1900   | 1910   | 1920   | 1930   | 1940   | 1950   | 1960   | 1970   | 1980   | 1990   |
| Einwohner | 47.488 | 57.567 | 57.928 | 60.076 | 59.142 | 59.594 | 57.240 | 55.883 | 53.439 | 51.981 |
| Jahr      | 2000   | 2010   | 2020   | 2030   | 2040   | 2050   | 2060   | 2070   | 2080   | 2090   |
| Einwohner | 49.708 | 50.219 | 49.532 |        |        |        |        |        |        |        |

## Städte und Ortschaften
Zusätzlich zu den unten angeführten selbständigen Gemeinden gibt es im Montgomery County mehrere villages, darunter der Verwaltungssitz des Countys Fonda.
| Ortschaft      | Status | Einwohner (2010) | Gesamte Fläche [km²] | Landfläche [km²] | Bevölkerungsdichte [Einwohner / km²] | Gründung      | Besonderheit                                                                  |
| -------------- | ------ | ---------------- | -------------------- | ---------------- | ------------------------------------ | ------------- | ----------------------------------------------------------------------------- |
| Amsterdam City | city   | 18.620           | 16,2                 | 15,2             | 1.225,0                              | 1885          |                                                                               |
| Amsterdam Town | town   | 5.566            | 78,8                 | 76,9             | 72,4                                 | 12. März 1793 |                                                                               |
| Canajoharie    | town   | 3.730            | 111,7                | 110,4            | 33,8                                 | 24. März 1773 | ursprünglich als district gegründet, zur town ernannt am 7. März 1788         |
| Charleston     | town   | 1.373            | 111,0                | 108,5            | 12,7                                 | 12. März 1793 |                                                                               |
| Florida        | town   | 2.696            | 133,1                | 129,8            | 20,8                                 | 12. März 1793 |                                                                               |
| Glen           | town   | 2.507            | 101,9                | 100,0            | 25,1                                 | 10. Apr. 1823 |                                                                               |
| Minden         | town   | 4.297            | 133,2                | 132,1            | 32,5                                 | 2. März 1798  |                                                                               |
| Mohawk         | town   | 3.844            | 91,7                 | 89,8             | 42,8                                 | 4. Apr. 1837  |                                                                               |
| Palatine       | town   | 3.240            | 108,0                | 106,4            | 30,5                                 | 24. März 1772 | gegründet unter dem Namen Stone Arabia; umbenannt in Palatine am 8. März 1773 |
| Root           | town   | 1.715            | 132,2                | 131,1            | 13,1                                 | 27. Jan. 1823 |                                                                               |
| St. Johnsville | town   | 2.631            | 45,0                 | 43,6             | 60,3                                 | 18. Apr. 1838 |                                                                               |